# Central Prince
Central Prince é um município rural canadense localizado no Condado de Prince, na Ilha do Príncipe Eduardo. A população no censo de 2016 era de 1.112 pessoas.